# Prnjavor (Bosnien)
Prnjavor (serbisch-kyrillisch Прњавор) ist eine Stadt und Gemeinde im Norden von Bosnien und Herzegowina. In der Stadt leben etwa 18.000 Einwohner, in der Gemeinde insgesamt reichlich 38.000. Seit dem Bosnienkrieg gehört Prnjavor zur Republika Srpska.
Die Stadt liegt auf einer Höhe von 175 Metern über dem Meeresspiegel. Durch die Gemeinde Prnjavor fließt der Fluss Ukrina. Das Gemeindegebiet umfasst auch den größten Teil des Berges Ljubić, nach dem auch der örtliche Fußballklub, der FK Ljubić, benannt worden ist. Bürgermeister der Stadt und der Gemeinde ist Božidar Ivanović.

## Stadtgliederung
- Centar
- Zapad
- Jug
- Istok
- Borik
- Lazina Voda
- Jošik
- Naselje Vojvode Putnika
- Gložić
- Bare
- Slatina

## Dörfer im Gemeindegebiet
- Gusak
- Maćino Brdo (überwiegend von Tschechen bewohnt)
- Konjuhovci
- Radunjevac
- Donja Mravica, Gornja Mravica und Mravica (ehemals „Muslimanska Mravica“, überwiegend Muslime)
- Ratkovac
- Gradina
- Naseobina Lišnja (überwiegend von Ukrainern bewohnt)
- Puraći
- Kojin Han
- Potočani
- Dabrak
- Hrvaćani
- Naseobina Hrvaćani (überwiegend von Ukrainern bewohnt)
- Devetina (überwiegend von Walachen bewohnt)
- Crkvena
- Brezik
- Vršani
- Šarinci
- Vijačani
- Čivčije
- Kokori
- Skakavci
- Prosjek
- Branešci
- Šibovska
- Ilova
- Palačkovci
- Štrpci
- Smrtići
- Kremna
- Vučijak
- Kulaši
- Drenova
- Paramije
- Štivor (überwiegend von Italienern bewohnt)
- Čorle
- Lišnja
- Srpovci

## Bevölkerung
Den größten Teil der Bevölkerung von Prnjavor bilden mit einem Anteil von rund 70 % die Serben, welche überwiegend der Serbisch-Orthodoxen Kirche angehören. Zu den weiteren in und um Prnjavor ansässigen Volksgruppen gehören ferner Bosniaken, Kroaten, Italiener, Ukrainer und Polen hauptsächlich aus Galizien, Deutschstämmige, Russischstämmige, Juden, Tschechen, Slowaken, Ungarn, Walachen, Roma und andere.
Die vergleichsweise große ethnische Vielfalt der Region Prnjavor geht vor allem auf die Ansiedlung von Bergarbeitern aus vielen Gegenden der Habsburgermonarchie zur Zeit der Österreichisch-Ungarischen Verwaltung Bosniens zwischen 1878 und 1918 zurück.

## Sport
- FK Ljubić (Fußball)
- KK Mladost '76 (Basketball)
- TK Prnjavor (Taekwondo)
- RK Sloga Prnjavor (Handball)
- OK Ukrina (Volleyball)
- KK Ipon (Karate)
- KBK Prnjavor (Kick-Boxen)
- AK Prnjavor (Leichtathletik)

## Medien
- TV Kanal 3
- Radio Ljubić (88,9 MHz)
- Radio Prnjavor (99,1 MHz)